# Địch Hu
Địch Hu (tiếng Trung: 翟盱; bính âm: Dí Xū; ? - 185 TCN), là tướng lĩnh nước Yên thời Hán Sở, khai quốc công thần nhà Tây Hán trong lịch sử Trung Quốc.

## Cuộc đời
Địch Hu không rõ xuất thân, có khả năng là hậu duệ Nhung Địch. Năm 205 TCN, Địch Hu giữ chức huyện lệnh của nước Yên, dưới trướng Yên vương Tang Đồ.
Năm 204 TCN, tướng Hán là Hàn Tín đem quân tiêu diệt các nước Ngụy, Đại, Triệu, gửi thư cho Yên vương Tang Đồ chiêu hàng. Tang Đồ thấy quân Hán thế lớn, liền quy phục Hàn Tín.
Năm 203 TCN, Tang Đồ phái tướng Chiêu Thiệp Điêu Vĩ dẫn quân phối hợp với quân Hán đánh Tây Sở Bá vương Hạng Tịch. Địch Hu cùng Ôn Giới theo Chiêu Thiệp Điêu Vĩ đánh Sở. Khoảng năm 202 TCN, Địch Hu cầm quân đánh chiếm 9 thành của nước Sở.
Năm 202 TCN, Yên vương Tang Đồ bị Hán vương Lưu Bang bắt giữ, phong Lư Quán làm Yên vương. Địch Hu vẫn làm tướng nước Yên.
Năm 197 TCN, Trần Hi nổi dậy ở đất Đại, cùng các tướng cũ của Hàn vương Tín khống chế phương bắc. Địch Hu làm tướng, thủ vững đất Yên, cản bước quân Đại xâm lấn.
Năm 196 TCN, Địch Hu thụ phong tước Diễn hầu (衍侯), thực ấp 900 hộ. Đất phong ở huyện Diễn (Phong Khâu) thuộc quận Trần Lưu.
Năm 185 TCN, Địch Hu chết, thụy Giản hầu. Con trai Địch Sơn (翟山) tập tước.

## Hậu duệ
- Địch Sơn (翟山; ? - 183), con trai của Địch Hu. Năm 184, tập tước Diễn hầu. Năm 183, chết, thụy Chi hầu.[2]
- Địch Gia (翟嘉; ? - 139), con trai của Địch Sơn. Năm 182, tập tước Diễn hầu. Năm 139, chết, thụy Tiết hầu.[2]
- Địch Bất Nghi (翟不疑; ? - ?), con trai của Địch Gia. Năm 138, tập tước Diễn hầu. Năm 128, do tham dự đến tranh đấu trong triều, tước phong bị hủy.[2]